# Ines Fröhlich
Ines Fröhlich (* 24. Februar 1964 in Karl-Marx-Stadt, Deutsche Demokratische Republik) ist eine deutsche politische Beamtin (SPD). Seit 2024 ist sie Staatssekretärin im Hessischen Ministerium für Wirtschaft, Energie, Verkehr, Wohnen und ländlichen Raum. Zuvor war sie von 2019 bis 2024 Staatssekretärin im Sächsischen Staatsministerium für Wirtschaft, Arbeit und Verkehr und von 1999 bis 2002 Staatssekretärin im Ministerium für Wohnungswesen, Städtebau und Verkehr des Landes Sachsen-Anhalt.

## Leben
Fröhlich absolvierte nach dem Abschluss der Polytechnischen Oberschule eine Facharbeiterausbildung zur Köchin und arbeitete in der Folge bis 1986 für die Interhotelkette. Nach einer Elternzeit erwarb sie 1988 auf dem zweiten Bildungsweg das Abitur an der Volkshochschule Berlin, ehe sie als Versorgungsinspektorin beim Magistrat für Handel und Versorgung tätig war. 1990 arbeitete sie für die SPD-Fraktion der Volkskammer, wechselte 1991 zur SPD-Bundestagsfraktion, wo sie bis 1996 arbeitete. In dieser Zeit absolvierte sie nebenberuflich ein Fernstudium an der Humboldt-Universität zu Berlin, welches sie 1995 als Diplom-Kauffrau abschloss.
1996 übernahm sie die Leitung des Büros von Minister Jürgen Heyer im Ministerium für Wohnungswesen, Städtebau und Verkehr des Landes Sachsen-Anhalt. 1999 wurde sie zur Staatssekretärin ebendort ernannt. Nach dem Ausscheiden aus dieser Funktion (2002) war Fröhlich in der Unternehmensberatung tätig und übernahm als Managerin in der Geschäftsregion Ost bei Randstad die Leitung der Spezialisierung „Public Business“. Diese Funktion übte sie bis 2019 aus.
Am 20. Dezember 2019 wurde Fröhlich unter Staatsminister Martin Dulig zur Staatssekretärin im Sächsischen Staatsministerium für Wirtschaft, Arbeit und Verkehr berufen. Sie wurde damit Nachfolgerin von Stefan Brangs, Amtschef im Ministerium blieb Hartmut Mangold. Nach der Landtagswahl 2024 in Sachsen gab Fröhlich ihren Amtsverzicht bekannt.
Seit dem 20. November 2024 ist Fröhlich als Nachfolgerin von Lamia Messari-Becker Staatssekretärin im Hessischen Ministerium für Wirtschaft, Energie, Verkehr, Wohnen und ländlichen Raum.

## Privates
Ines Fröhlich ist geschieden und hat eine Tochter.